# 亚伯拉罕·林肯大桥

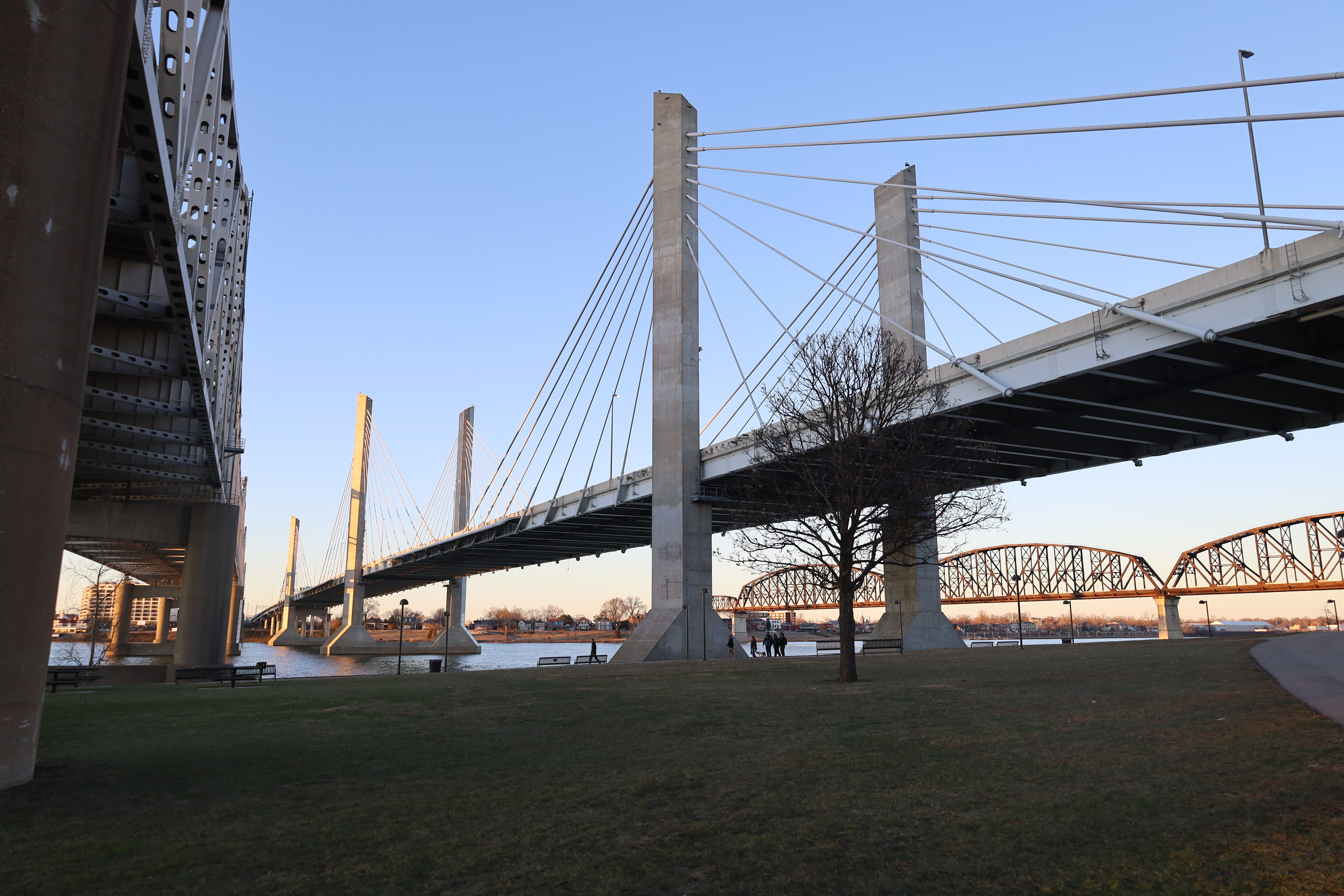
2025年的亚伯拉罕·林肯大桥

亚伯拉罕·林肯大桥（英語：Abraham Lincoln Bridge）是一个六车道单索面斜拉橋，承载65號州際公路跨越俄亥俄河，连接了肯塔基州路易斯维尔和印第安纳州杰弗逊，三塔两主跨，主跨长700英尺（213），桥梁总长度为2,100英尺（640）。它以在肯塔基州出生，在印第安纳州南部长大的美国总统 亚伯拉罕·林肯的名字命名。